# Snowboarden op de Olympische Jeugdwinterspelen 2012
Snowboarden is een van de olympische sporten die beoefend werden tijdens de Olympische Jeugdwinterspelen 2012 in Innsbruck. De wedstrijden werden gehouden in het nabijgelegen Seefeld. Er werden vier onderdelen georganiseerd; zowel voor de jongens en meisjes de halfpipe en de slopestyle. De halfpipe werd gehouden op 14 en 15 januari, de slopestyle op 19 en 20 januari.

## Deelnemers
De deelnemers moesten in 1995 of 1996 geboren zijn. Het maximale aantal deelnemers was door het IOC bij de jongens op de halfpipe en in de slopestyle op zestien vastgesteld. Bij de meisjes was dit op de halfpipe ook tot zestien beperkt en in de slopestyle tot twaalf. Op elk onderdeel gold een maximum van een deelnemer per land.
De twaalf beste landen bij het WK voor junioren 2011 op elk onderdeel (acht bij de slopestyle voor meisjes) kregen op dat onderdeel een startplaats. Het gastland kreeg een startplaats op elk onderdeel. De drie of vier overige startplaatsen werden door de FIS beschikbaar gesteld aan landen die nog geen deelnemer hadden. Het land bepaalde vervolgens zelf welke deelnemer het inschreef. Voor landen zonder deelnemers was het bij de halfpipe toegestaan om een reeds geplaatste slopestyler of freestyle-halfpiper deel te laten nemen mits deze in de halfpipe al FIS-punten had verzameld. Het vergelijkbare gold voor de slopestyle waar een reeds geplaatste halfpiper mocht meedoen.

## Medailles
| Onderdeel           | Goud | Goud               | Zilver | Zilver            | Brons | Brons           |
| ------------------- | ---- | ------------------ | ------ | ----------------- | ----- | --------------- |
| Halfpipe, jongens   | USA  | Ben Ferguson       | SLO    | Tim-Kevin Ravnjak | JPN   | Taku Hiraoka    |
| Slopestyle, jongens | CAN  | Michael Ciccarelli | USA    | Ben Ferguson      | SUI   | David Hablützel |
|                     |      |                    |        |                   |       |                 |
| Halfpipe, meisjes   | JPN  | Hikaru Ohe         | USA    | Arielle Gold      | FRA   | Lucile Lefevre  |
| Slopestyle, meisjes | CAN  | Audrey McManiman   | USA    | Arielle Gold      | AUS   | Alexandra Fitch |

Alpineskiën · Biatlon · Bobsleeën · Curling · Freestyleskiën · IJshockey · Kunstrijden · Langlaufen · Noordse combinatie · Rodelen · Schaatsen · Schansspringen · Shorttrack · Skeleton · Snowboarden